# Хенти, Эзекиэль
Эзекиэль Исокен Хенти (англ. Ezekiel Isoken Henty; род. 13 мая 1993, Лагос, Лагос) — нигерийский футболист, нападающий кипрского клуба АЕЛ (Лимасол).

## Клубная карьера

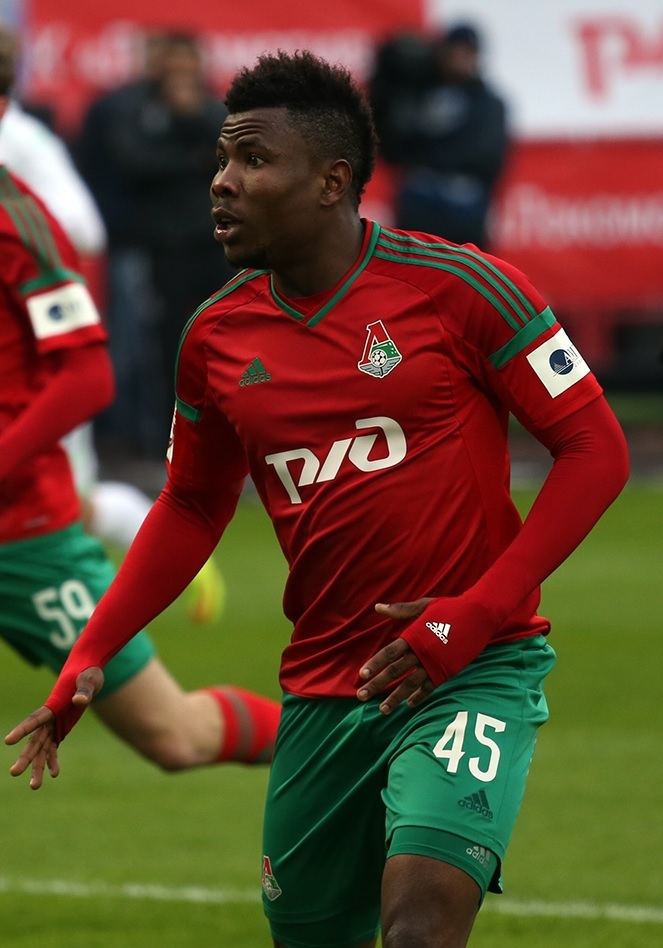
Хенти в составе «Локомотива»

Хенти начал заниматься футболом на родине. В 2012 году его заметили скауты итальянского «Милана» и пригласили в клуб. Год Эзекиэль провёл в молодёжной системе команды, после чего для получения игровой практики был отдан в аренду в «Специю». 24 сентября 2013 года в матче против «Тернаны» Хенти дебютировал в Серии B. В этом же поединке он забил свой первый гол на профессиональном уровне. В начале 2014 года Эзекиэль вновь был отдан в аренду, его новой командой стала «Перуджа». 12 января в матче против «Губбио» он дебютировал за новый клуб. Летом того же года Хенти в третий раз был отправлен в аренду, его новой командой стала словенская «Горица». 31 августа в поединке против «Рудара» он дебютировал в чемпионате Словении. 29 сентября в матче против «Крка» Хенти забил свой первый гол за «Горицу».
В начале 2015 года Эзекиэль на правах аренды перешёл в люблянскую «Олимпию». 28 февраля в матче против «Радомлье» он дебютировал за новый клуб. 14 марта в поединке против своего бывшего клуба «Горица» Хенти забил свой первый гол за команду из Любляны. Летом того же года «Олимпия» выкупила трансфер Эзекиэля.
19 февраля 2016 года Хенти подписал долгосрочный контракт с московским «Локомотивом». 6 марта в матче против грозненского «Терека» он дебютировал в РФПЛ, заменив во втором тайме Александра Коломейцева. 28 августа в поединке против «Краснодара» Эзекиэль забил свой первый гол за «Локомотив», реализовав пенальти. В начале 2017 года из-за низкой результативности Хенти был отдан в аренду в арабский «Бани Яс». 21 января в матче против «Дибба Эль-Фуджайра» он дебютировал в арабской Суперлиге. 3 марта в поединке против «Аль-Васла» Хенти забил свой первый гол за «Бани Яс».
Летом 2017 года Эзекиэль был продан в венгерский «Видеотон» (ныне «Фехервар»). Хенти подписал контракт на три года. Сумма трансфера составила 3 млн евро. 30 июля в матче против «Уйпешта» он дебютировал в чемпионате Венгрии. 6 августа в поединке против «Мезёкёвешда» Хенти забил свой первый гол за «Видеотон». В начале 2018 года Эзекиэль на правах аренды перешёл в клуб «Академия Пушкаша». 24 февраля в матче против «Мезёкёвешда» он дебютировал в чемпионате Венгрии. В поединке против «Ференцвароша» Эзекиэль забил свой первый гол за «Академию Пушкаша», в которую вскоре перешёл официально. Летом того же года Хенти был отдан в аренду в хорватский «Осиек».

## Статистика выступлений
| Клуб               | Сезон            | Лига | Лига | Кубки | Кубки | Итого | Итого |
| Клуб               | Сезон            | Игры | Голы | Игры  | Голы  | Игры  | Голы  |
| ------------------ | ---------------- | ---- | ---- | ----- | ----- | ----- | ----- |
| Специя             | 2013/14          | 6    | 1    | 0     | 0     | 6     | 1     |
| Перуджа            | 2013/14          | 12   | 2    | 0     | 0     | 12    | 2     |
| Горица             | 2014/15          | 10   | 2    | 3     | 1     | 13    | 3     |
| Олимпия (Любляна)  | 2014/15          | 14   | 4    | 0     | 0     | 14    | 4     |
| Олимпия (Любляна)  | 2015/16          | 21   | 8    | 3     | 2     | 24    | 10    |
| Олимпия (Любляна)  | Итого            | 35   | 12   | 3     | 2     | 38    | 14    |
| Локомотив (Москва) | 2015/16          | 10   | 0    | 0     | 0     | 10    | 0     |
| Локомотив (Москва) | 2016/17          | 7    | 1    | 2     | 0     | 9     | 1     |
| Локомотив (Москва) | Итого            | 17   | 1    | 2     | 0     | 19    | 1     |
| Всего за карьеру   | Всего за карьеру | 82   | 18   | 8     | 3     | 90    | 21    |